# Christian Heinrich Hase (Pastor)
Christian Heinrich Hase (* 8. Juni 1731 in Niederroßla; † 19. März 1791 in Allstedt) war ein deutscher Pastor, Superintendent und Übersetzer. Er entstammte der 1883 geadelten Familie Hase.
Er war ein Sohn aus erster Ehe des Georg Christoph Hase (geb. 1698; gest. 16. März 1777), fürstlich sächsischer Amtsverwalter in Niederroßla. Durch seinen Bruder, den Juristen Johann Georg Hase, war er Onkel von Karl Georg Hase.
Hase studierte in Jena und erwarb hier 1750 den Magister- und 1756 den Doktorgrad. 1756 war er Adjunkt der Philosophischen Fakultät in Jena. Dazwischen war Hase von 1752 bis 1755 Hofmeister in Russland. Das steht wohl im Zusammenhang mit August Ludwig von Schlözer. Die nachfolgenden Stationen Hases waren 1757 Kollaborator in Weimar; 1758 Substitut und 1759 Pastor in Oberroßla; 1769 Pfarrer in Stadt-Sulza. 1780 wurde Hase Oberpfarrer, Superintendent und Konsistorialrat in Allstedt. Zudem betätigte er sich als Übersetzer aus der russischen Sprache. So übersetzte er u. a. die Russische Geschichte des Historikers Michail Michailowitsch Schtscherbatow.
Er heiratete in Stadt-Sulza die Tochter des Schmiedehausener Pastoren Johann Andreas Schmidt. Hases Tochter Amalie Henriette Rießner sollte sich als Wohltäterin der Stadt Weimar erweisen, weshalb die Rießnerstraße nach ihr benannt wurde. Sein Sohn Christian Immanuel wirkte auch als Pfarrer. Ein weiterer Sohn, Karl Benedikt Hase, wanderte nach Frankreich aus und wirkte dort als Paläograph.